# Chiarbola
Chiarbola (Čarbola in sloveno) è un rione della città di Trieste posto nella parte centro meridionale della città. Il toponimo deriva da Calvola, ad indicare l'aspetto dell'altura, appunto calva, in contrasto con la vicina Servola, invece coperta, almeno in epoca remota, da fitto bosco. Il termine poi venne modificato in Chiarbola col passare dei secoli.
Il confine di tale toponimo è stato però modificato nel corso del tempo. Con l'antico nome veniva infatti indicato il versante meridionale della collina, tra la contrada detta di Campo Marzio a Ovest e quelle di Monte Cucco e del Broletto, poste invece ad Est. Il nome di Chiarbola fu adottato in seguito per designare il distretto di Campo Marzio e di Grumula sino all'estremità della Contrada d'Isella, posta tra i gasometri e l'ex jutificio, comprendendovi anche la contrada del Ponzano.
Il rione di Chiarbola è divisibile in due parti: Chiarbola Inferiore, dove si trova la chiesa di San Girolamo, e Chiarbola Superiore, attigua a Ponziana, dove si trova la chiesetta di San Giuseppe.

## Storia
Nell'Ottocento, incluso nel perimetro della città anche il rione di Chiarbola Inferiore, questo assunse l'odierno nome di San Vito. In pratica il toponimo venne limitato alle antiche contrade di Broletto e d'Isella.
Nel 1863 nel rione venne fondata da Giuseppe Moravia quella che in seguito si chiamerà la Fabbrica Vernici & Intonaci Sottomarini Gioachino Veneziani, che fabbricava un prodotto chimico antivegetativo per le carene delle navi. La ditta diede impiego allo scrittore Italo Svevo, in qualità di direttore della filiale inglese della Veneziani. Nel 1896, infatti, Italo Svevo sposa Livia Veneziani, figlia di Olga Moravia e Gioachino Veneziani, che gestivano l'azienda. Svevo e la moglie vanno a vivere nella villa dei suoceri (Villa Veneziani), attigua al colorificio. L'edificio non esiste più: è stato bombardato assieme alla fabbrica dalle forze alleate nel febbraio del 1945. Assieme alla villa è andata perduta anche parte della biblioteca di Italo Svevo.
In Via Italo Svevo 15 si trova l'odierno Istituto Comprensivo Scolastico dedicato allo scrittore. L'edificio dal 1890 al 1893 ospitava l'Ospizio Marino. All'inizio del Novecento lo stabile viene acquistato dalla Compagnia di Navigazione Cosulich con la funzione di ospitare gli emigranti in attesa di imbarco per l'America. Terminata la Prima Guerra Mondiale, il palazzo diventa una caserma della Marina Italiana e nel 1946, in seguito all'esodo giuliano-dalmata, ospita i profughi provenienti dall'Istria e dalla Dalmazia. Dal 1972 l'edificio assume la funzione di complesso scolastico che conserva tuttora.
Uno degli edifici più caratteristici della zona è l'ex Gasometro, edificato nel 1901. La costruzione derivò dall'aumento del consumo di gas, pubblico e privato, a causa dell'espansione della città (l'area era già stata interessata da uno sviluppo urbanistico di tipo industriale dalla prima metà dell'Ottocento). L'edificio è stato progettato dall'ingegnere civile Francesco Buonaffi per conto dell'Azienda Comunale Elettricità Gas Acqua di Trieste. La struttura ha un diametro di 45 m ed è alta 35 m, con una capacità di 20.000 m³ di gas. Il gasometro è di tipo “a tenuta idraulica” ed è dotato di una cupola con l’interno rivestito in legno, mentre all’esterno presenta 14 ampie vetrate e alcuni motivi decorativi. Sopravvissuto alle due guerre mondiali, venne chiuso nel 1947. Negli anni Duemila sono stati presentati diversi progetti e idee di riutilizzo, dal planetario a un centro culturale, ma nessuno è stato messo in atto.
A Chiarbola sorge anche il complesso delle ex corderie (o jutificio) Giuseppe Angeli, una fabbrica di cordame oggi sede principalmente di garage. Fondate nel 1837, nel 1875 le corderie vennero incluse come tappa nella visita di Francesco Giuseppe I d'Austria a Trieste. Nel 1880 impiegava 134 operai. Negli anni Cinquanta del Novecento i capannoni del complesso vennero adibiti ad abitazioni per i profughi istriani a causa dell'esodo. Nel secondo dopoguerra il rione venne popolato soprattutto dagli esuli (i nomi delle vie fanno riferimento per la maggior parte a luoghi e personaggi dell'Istria).
Nel rione ha sede il PalaChiarbola, il primo palazzo dello sport della città costruito negli anni settanta del Novecento. La sua importanza venne ridimensionata dall'inaugurazione del PalaTrieste di Valmaura nel 1999.
Prima dello spegnimento degli impianti siderurgici avvenuto nell'aprile 2020, anche l'area del rione di Chiarbola, assieme a i rioni di Servola, Valmaura e alla città di Muggia, è stata a lungo interessata dalle emissioni della vicina Ferriera di Servola. Una caratteristica che compare anche nella canzone "Baiamonti" che il cantautore Toni Bruna ha dedicato alla via principale del rione. Sotto la strada, inoltre, che appare particolarmente larga, scorre l'omonimo torrente, chiamato anche "Roncheto", da cui prende il nome la strada parallela. In realtà il nome del corso d'acqua dovrebbe essere "Valse", che sgorgava dalle colline e sfociava nel mare nell'area occupata dallo scalo legnami. Alcune testimonianze storiche attestano l'esistenza di un complesso di mulini, oggi scomparso.